# Saint-Maurice-sur-Moselle
Saint-Maurice-sur-Moselle é uma comuna francesa na região administrativa do Grande Leste, no departamento de Vosges. Estende-se por uma área de 37 km². Em 2010 a comuna tinha 1 422 habitantes (densidade: 38,4 hab./km²).